# Martina Sejkorová
Martina Sejkorová (* 14. května 1965) je česká politička a učitelka, mezi lety 2016 a 2020 zastupitelka Libereckého kraje, členka SPO.

## Život
Vystudovala Střední uměleckoprůmyslovou školu sklářskou Kamenický Šenov a později Univerzitu Jana Amose Komenského Praha (získala titul Bc.) a v letech 2009 až 2012 obor veřejnosprávní činnosti na Vyšší odborné škole a Střední škole, Varnsdorf (získala titul DiS.).
Pracovala jako manažer exportu (rok 2010), asistentka ředitele a lektorka anglického jazyka (roky 2012 a 2013), v roce 2016 se uvádí jako učitelka. Po mnoho let pracuje jako pedagog a učitel na základních školách a dětem se věnuje i ve volném čase.
Martina Sejkorová žije ve městě Nový Bor na Českolipsku, konkrétně v části Arnultovice. Mezi její záliby a koníčky patří dlouhodobě výtvarné umění, historie, dějiny, cestování a cizí jazyky, fotografování. V oblasti sportu patří mezi oblíbené plavání, lyžování a turistika.

## Politické působení
Je zakládající členkou SPOZ. V komunálních volbách v roce 2010 kandidovala za SPOZ do Zastupitelstva města Nový Bor, ale neuspěla.
V krajských volbách v roce 2012 kandidovala za SPOZ do Zastupitelstva Libereckého kraje, ale neuspěla. Krajskou zastupitelkou se stala až ve volbách v roce 2016, kdy byla zvolena jako členka SPO na kandidátce subjektu "Koalice Svoboda a přímá demokracie - Tomio Okamura (SPD) a Strana Práv Občanů". Působila jako členka Výboru pro výchovu, vzdělávání a zaměstnanost, členka Výboru cestovního ruchu, památkové péče a kultury, členka protidrogové komise a členka Výboru Regionální rady NUTS II Severovýchod. Ve volbách v roce 2020 již nekandidovala.
Ve volbách do Poslanecké sněmovny PČR v roce 2013 kandidovala za SPOZ v Libereckém kraji, ale neuspěla. Ve volbách do Poslanecké sněmovny PČR v roce 2017 byla lídryní Strany Práv Občanů v Libereckém kraji, ale neuspěla.